# Pascal Dagnan-Bouveret
Pascal-Adolphe-Jean Dagnan-Bouveret (Parigi, 7 gennaio 1852 – Quincey, 3 luglio 1929) è stato un pittore francese.

## Biografia
Figlio di un sarto parigino, Bouveret fu allevato a Melun nella casa di suo nonno Gabriel, e, nel 1869, fu ammesso alla École des Beaux-Arts di Parigi, nell'atelier di Alexandre Cabanel, poi in quello di Jean-Léon Gérôme. In quel periodo strinse amicizia con Jules Bastien-Lepage e con Gustave Courtois.
Nel 1873 aprì uno studio assieme a Courtois e, dal 1875, cominciò ad esporre al Salone, dove ottenne una medaglia di prima classe nel 1880 con il quadro "L'incidente", nonché una medaglia d'onore nel 1885 per l'opera "Cavalli all'abbeverata". Nel 1876 provò ad aggiudicarsi il Prix de Rome, ma si classificò secondo. Partì allora per la Franca Contea dove si dedicò in prevalenza alla pittura di scene di vita quotidiana di ispirazione naturalista. Bouveret non era certamente conosciuto, ma dopo la morte dell'amico Bastien-Lepage, egli conobbe finalmente un considerevole successo. Dal 1880 Bouveret mantenne lo studio con Courtois, ma si spostò a Neuilly-sur-Seine, elegante sobborgo della periferia parigina. Era ormai famoso e la sua grande tela "L'ultima Cena" fu esposta al Salone del Campo di Marte nel 1896. Dal 1885 visitò spesso la Bretagna, terra mitica e suggestiva che gli ispirò numerose tele. In particolare, "Le pardon en Bretagne" gli valse una medaglia d'onore all'Esposizione universale del 1889.
Nel 1891 fu insignito del titolo di Ufficiale della Legion d'onore.
Nei due anni 1896 e 1897 si interessò anche a soggetti religiosi, ma verso la fine della carriera si dedicò sempre più ai ritratti, fra cui anche quelli di personaggi importanti, come il collezionista inglese George Mc Cullach. È da notare come Bouveret sia stato uno dei primi artisti ad utilizzare la fotografia per dare più realismo ai suoi quadri.
All'Expo del 1900 gli fu conferito il Gran Premio per l'insieme delle sue opere e, il 27 ottobre dello stesso anno, fu eletto membro dell'Académie française. Fra i suoi allievi vi furono Gabrielle Achenbach, il catalano Juan Sala, l'inglese Sara Page, nonché l'austriaca Marianne Stokes.
Pascal Dagnan-Bouveret si spense nel 1929 nella sua casa di Quincey, nell'Alta Saona.

## Opere nelle collezioni pubbliche
- Atalanta, 1875, Museo di Belle arti di Melun.
- Cavalli all'abbeveratoio[3], 1885, Museo di belle arti, Chambéry.
- Il Pardon in Bretagna[4], 1886, Metropolitan Museum of Art, New York.
- La Vergine col bambino, Munich.
- Cristo e i discepoli di Emmaus, 1896-1897, Museum of Art, Carnegie Institute, Pittsburgh.
- Il Pane benedetto, 1885, Musée d'Orsay, Parigi.
- Benedizione dei giovani sposi, Museo Puškin, Mosca.

## Galleria d'immagini

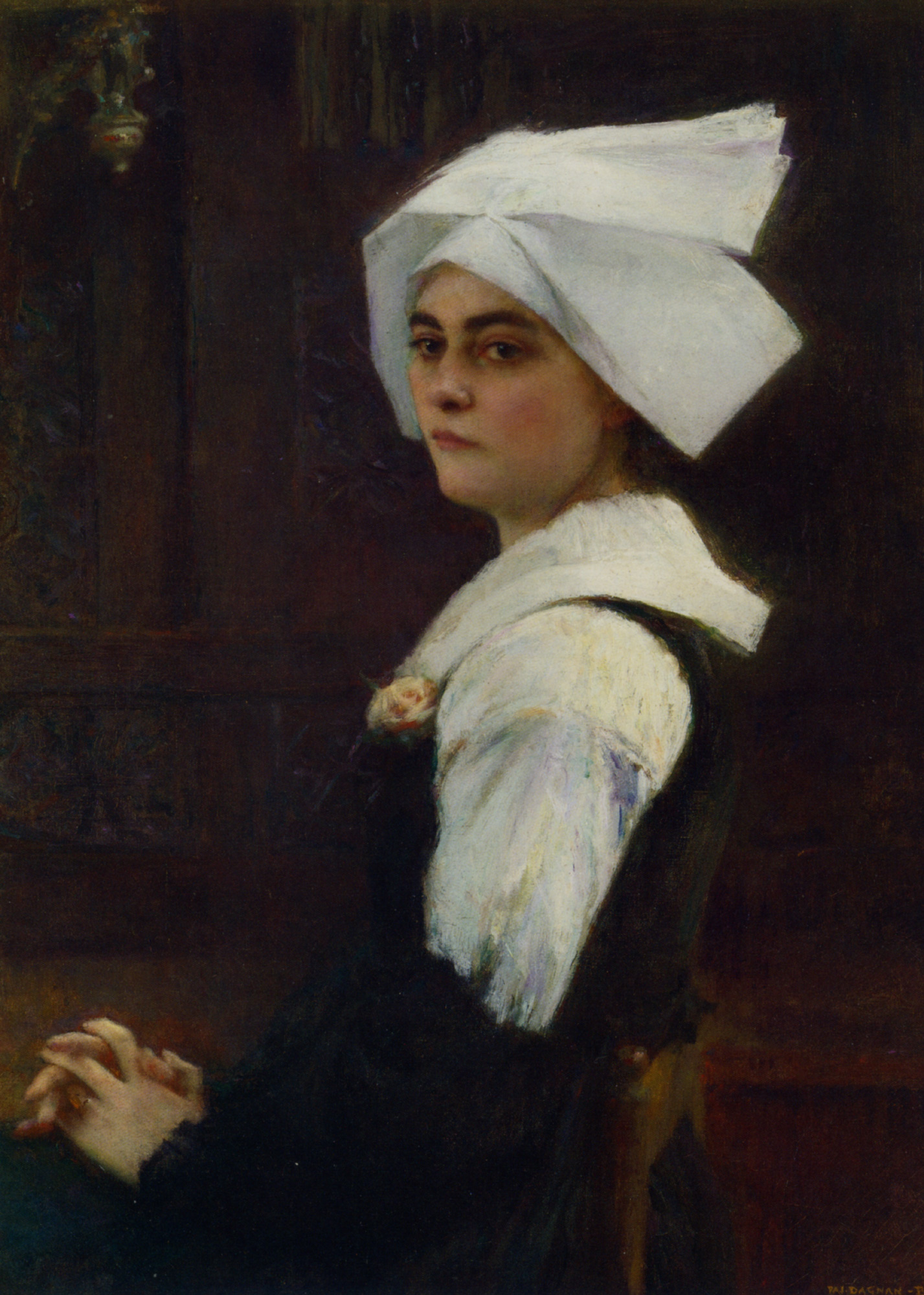
Ritratto di una giovane bretone
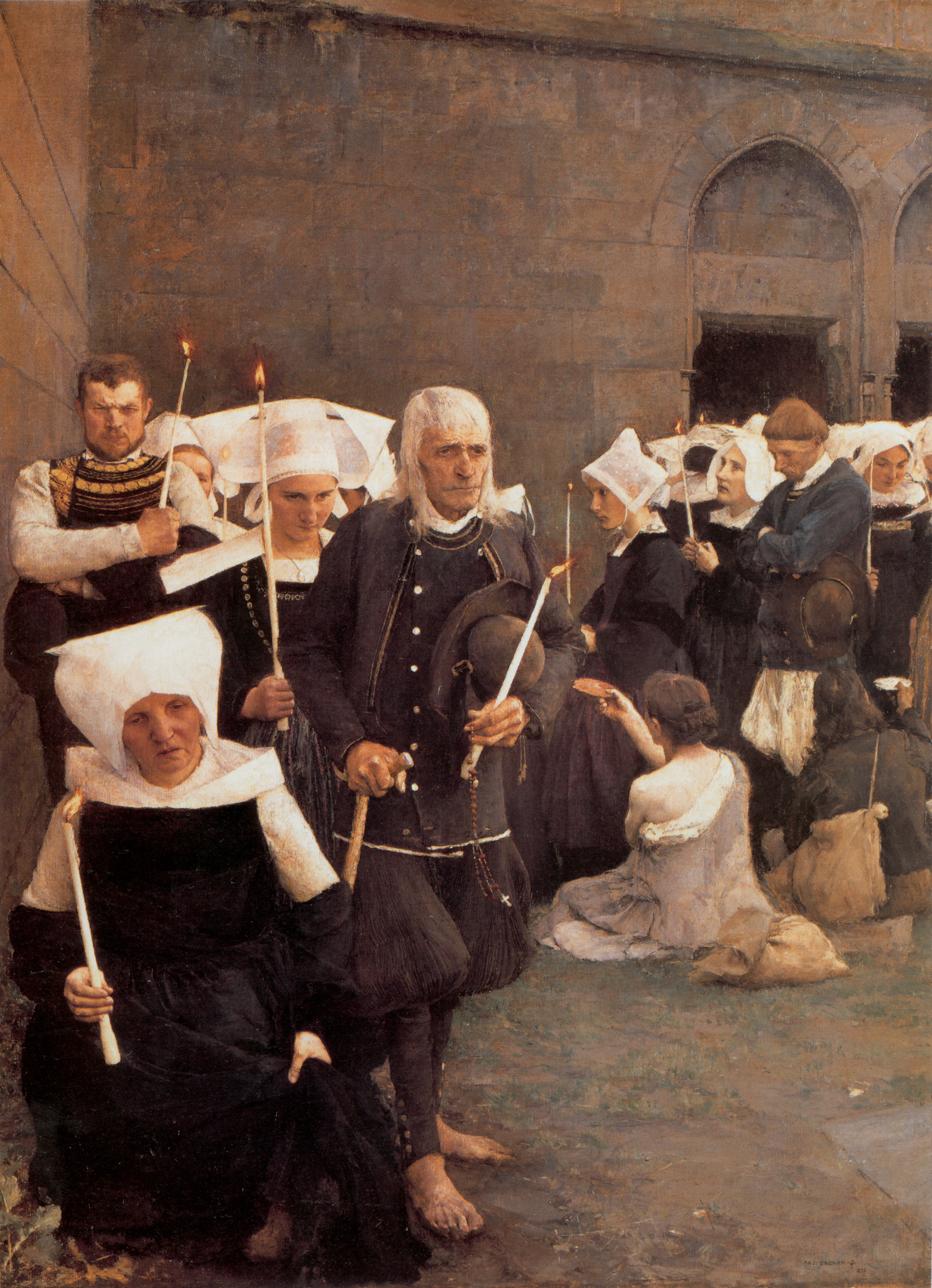
Il pardon in Bretagna
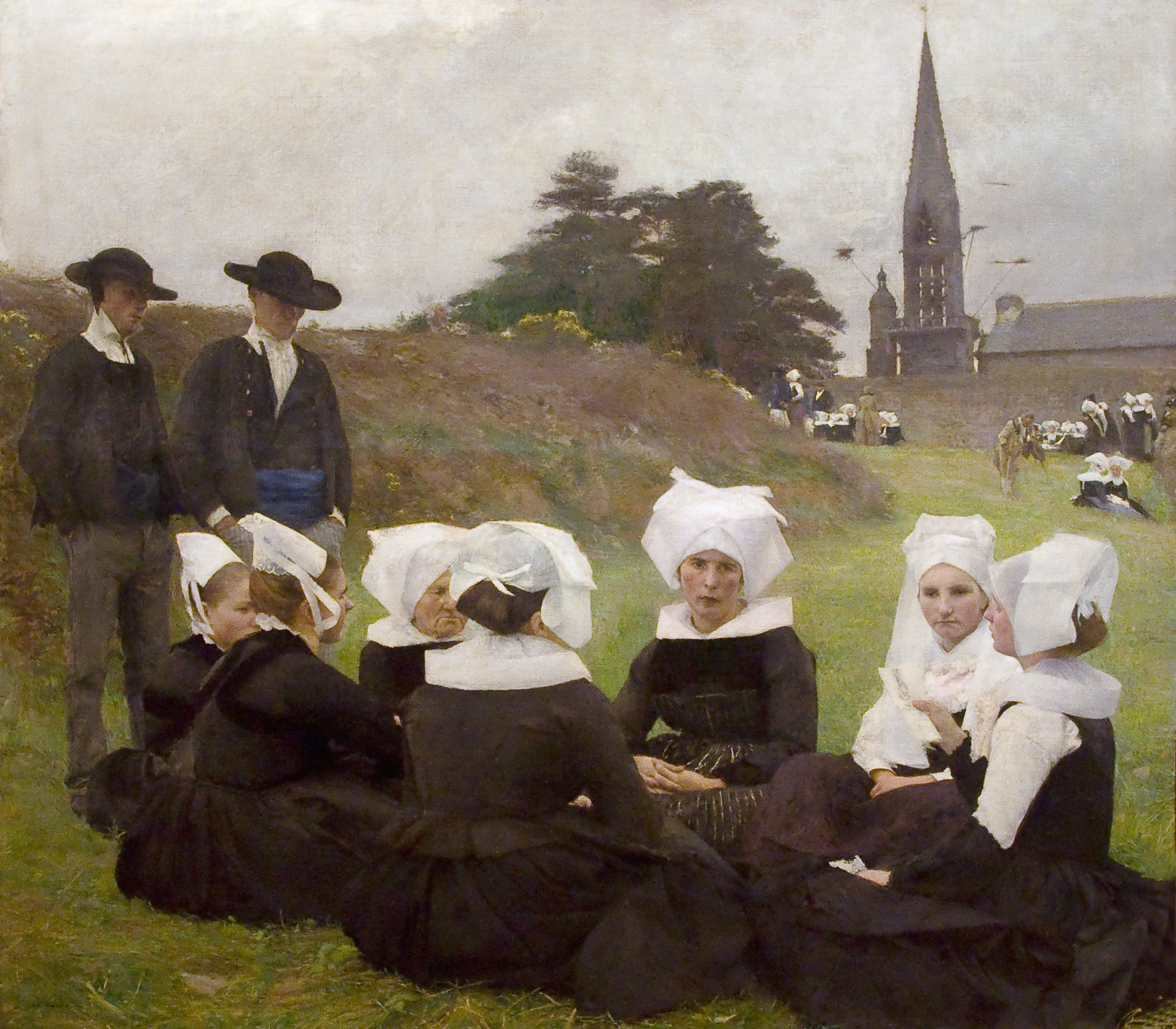
Le donne bretoni al Pardon
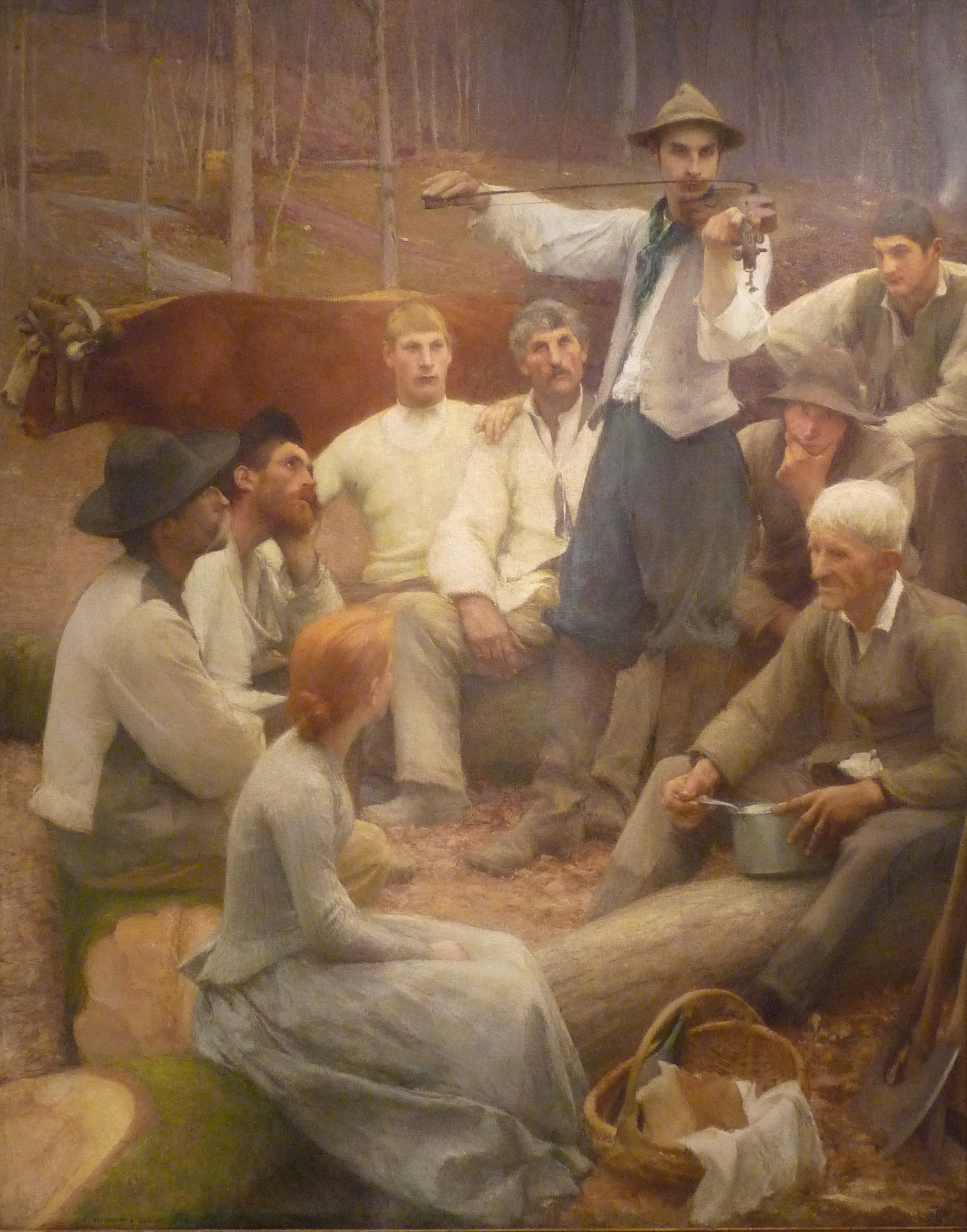
Nel bosco
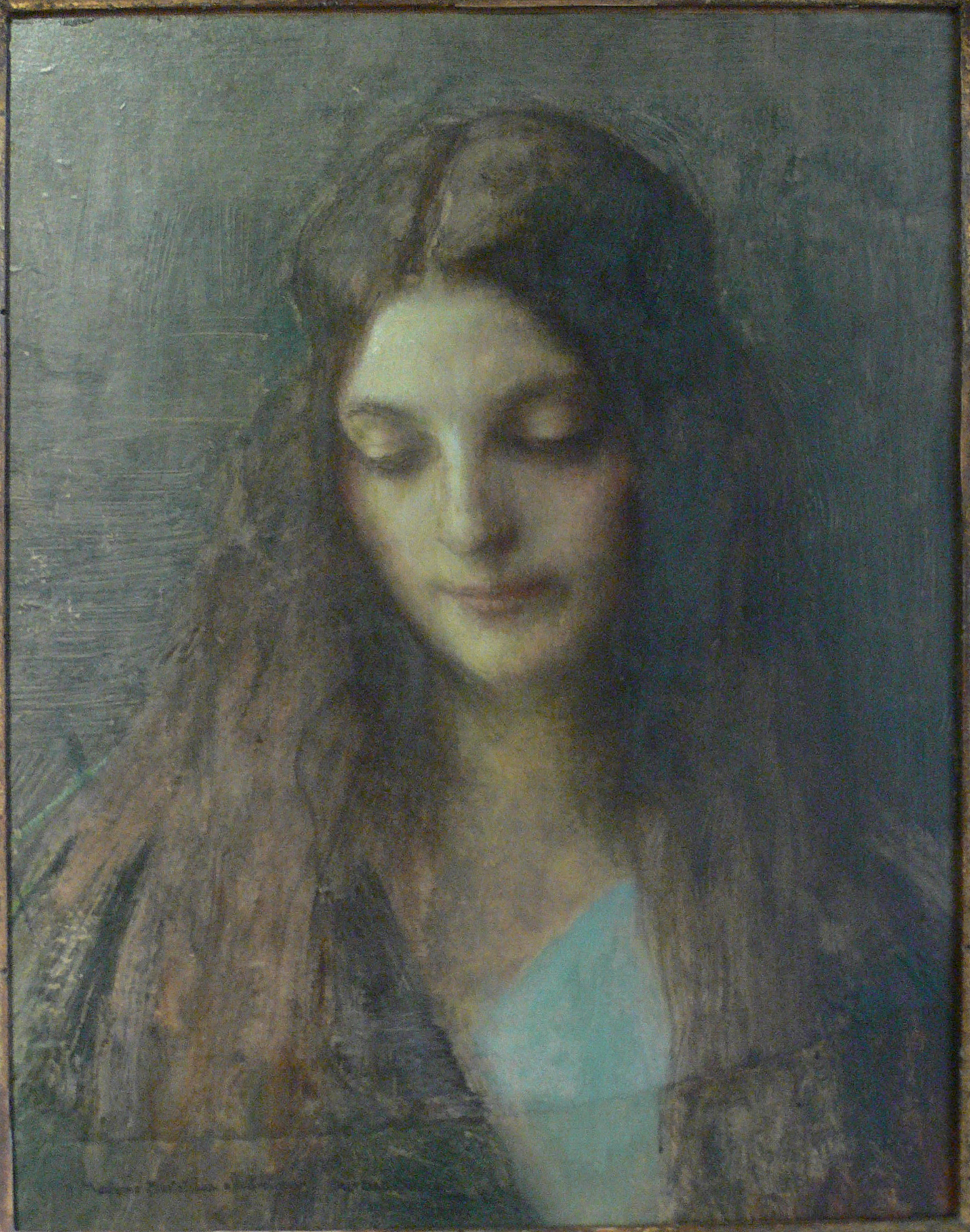
Ritratto di donna
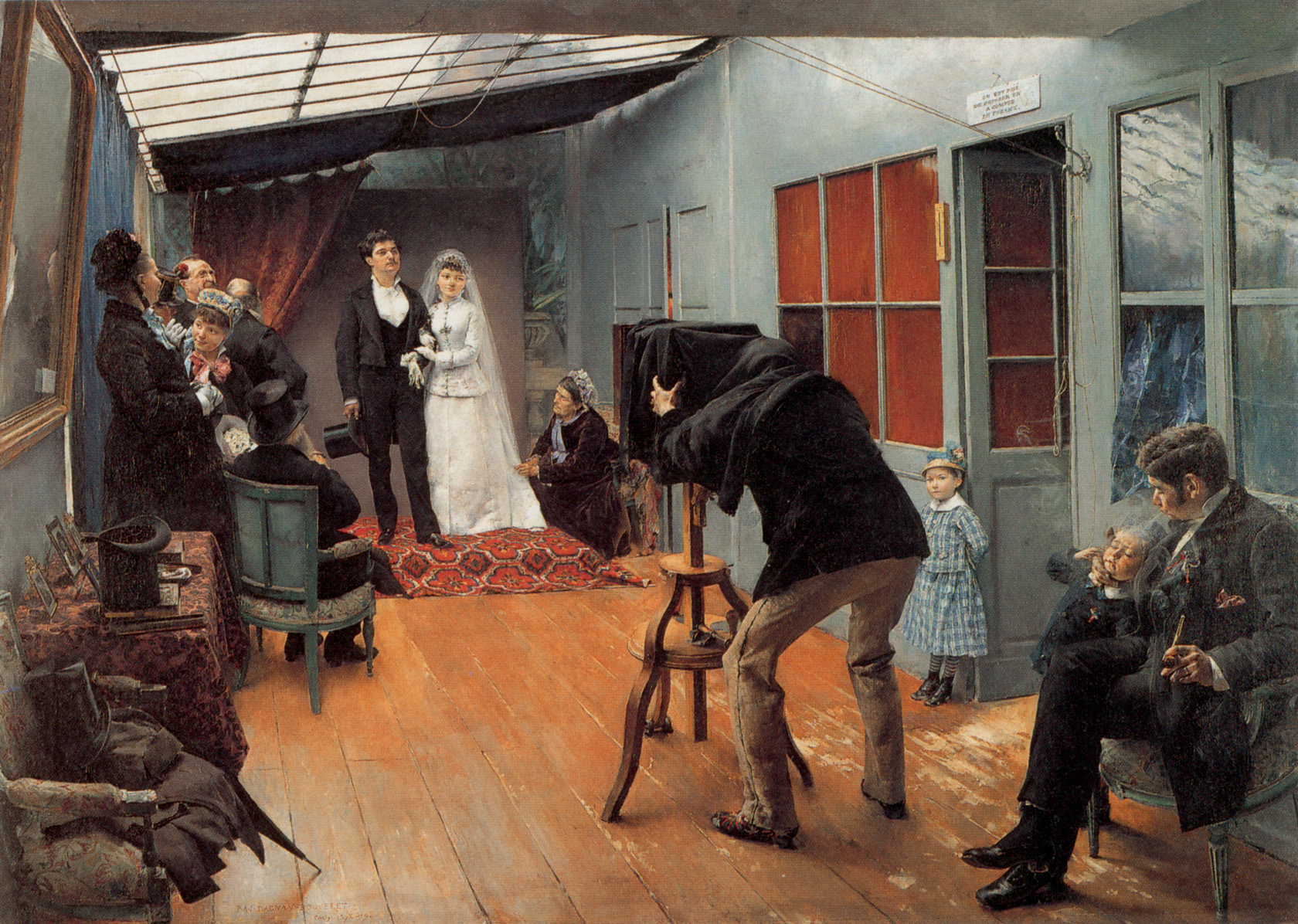
Gli sposi dal fotografo
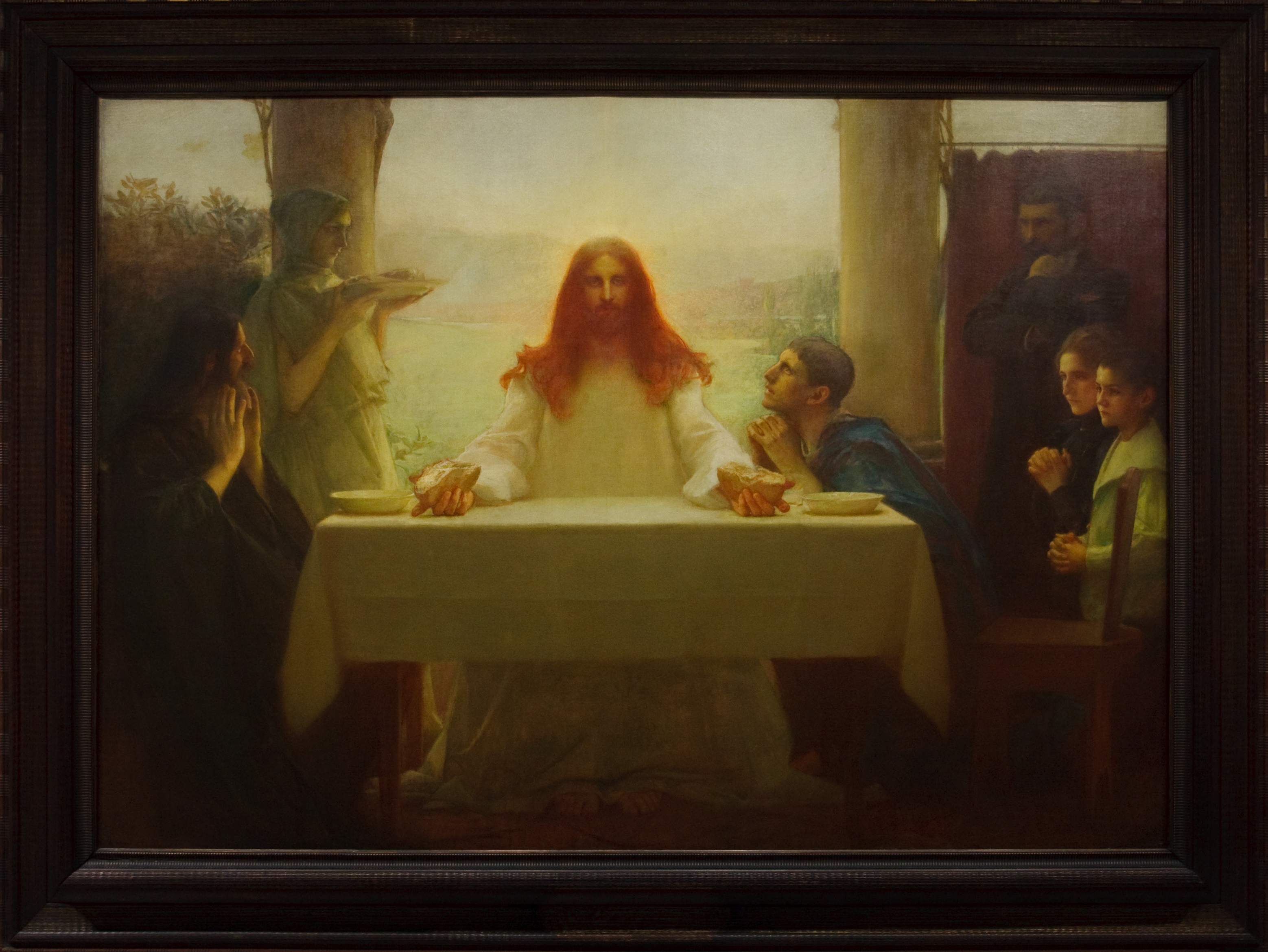
Gesù e i discepoli di Emmaus
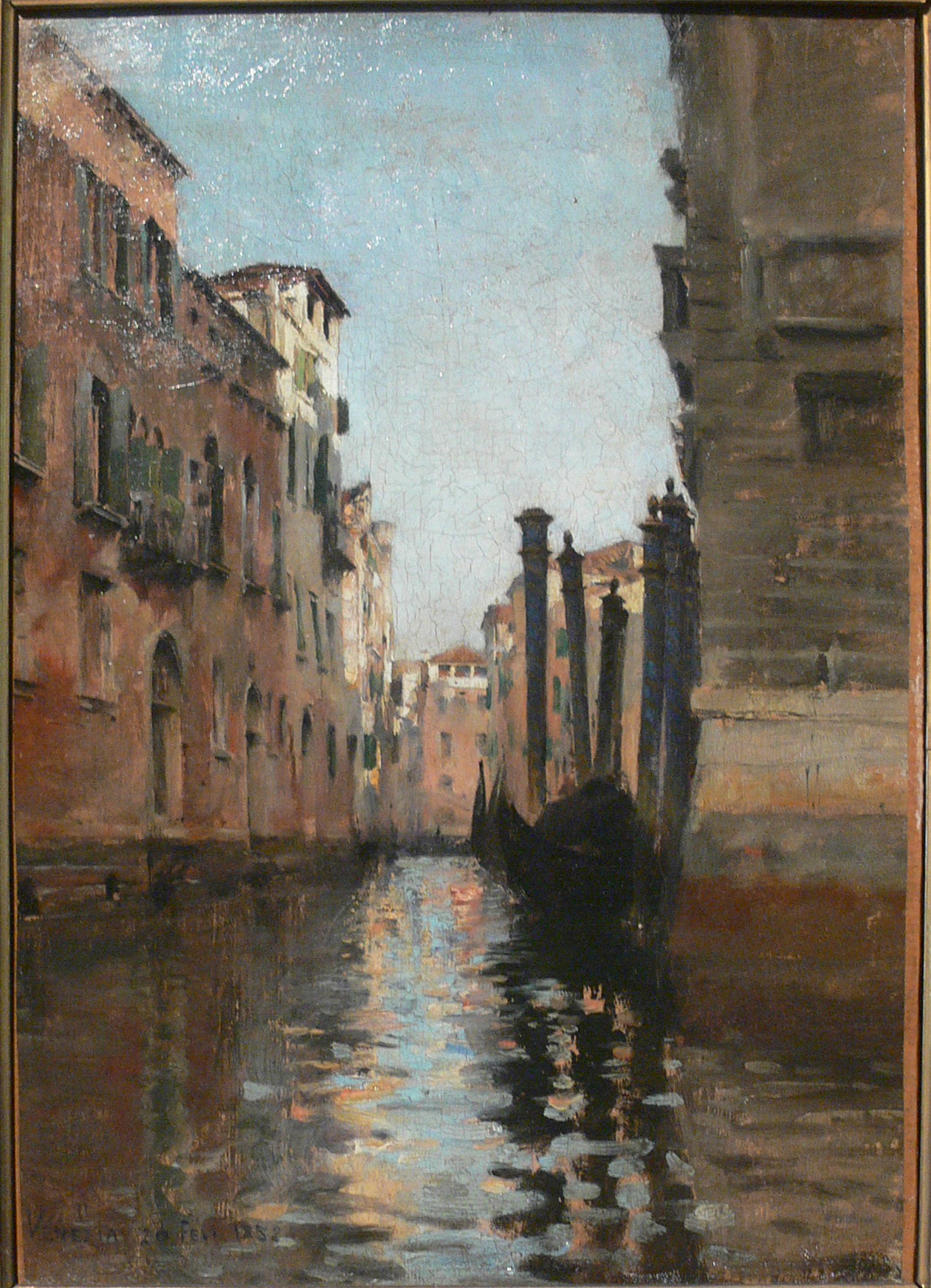
Venezia
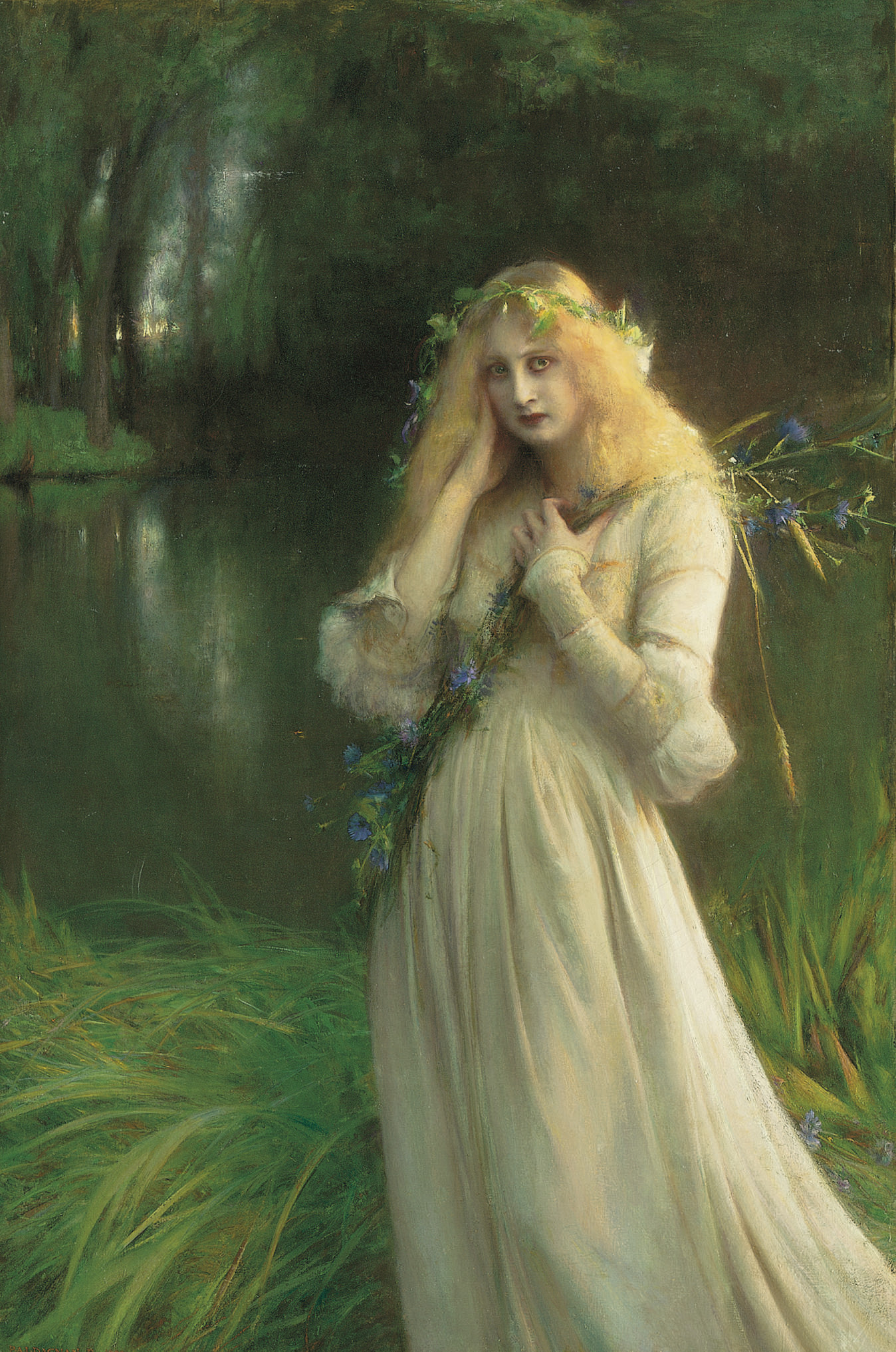
Ophelia